# کیت گیلروی
کیت گیلروی (انگلیسی: Keith Gilroy؛ زادهٔ ۸ ژوئیهٔ ۱۹۸۳) بازیکن فوتبال اهل جمهوری ایرلند است.
از باشگاه‌هایی که در آن بازی کرده است می‌توان به باشگاه فوتبال دارلینگتون، باشگاه فوتبال میدلزبرو، باشگاه فوتبال اسلایگو راورز، و باشگاه فوتبال برتون آلبیون اشاره کرد.